# Kostel svaté Kateřiny (Vlastibořice)
Římskokatolický farní kostel svaté Kateřiny Alexandrijské ve Vlastibořicích v okrese Liberec je gotická, zbarokizovaná sakrální stavba s románskými prvky. Stojí v severní části místního hřbitova, u jehož jižní ohradní zdi dominuje celému církevnímu areálu rozložitá dřevěná zvonice. Od roku 1966 je kostel chráněn jako kulturní památka.

## Historie

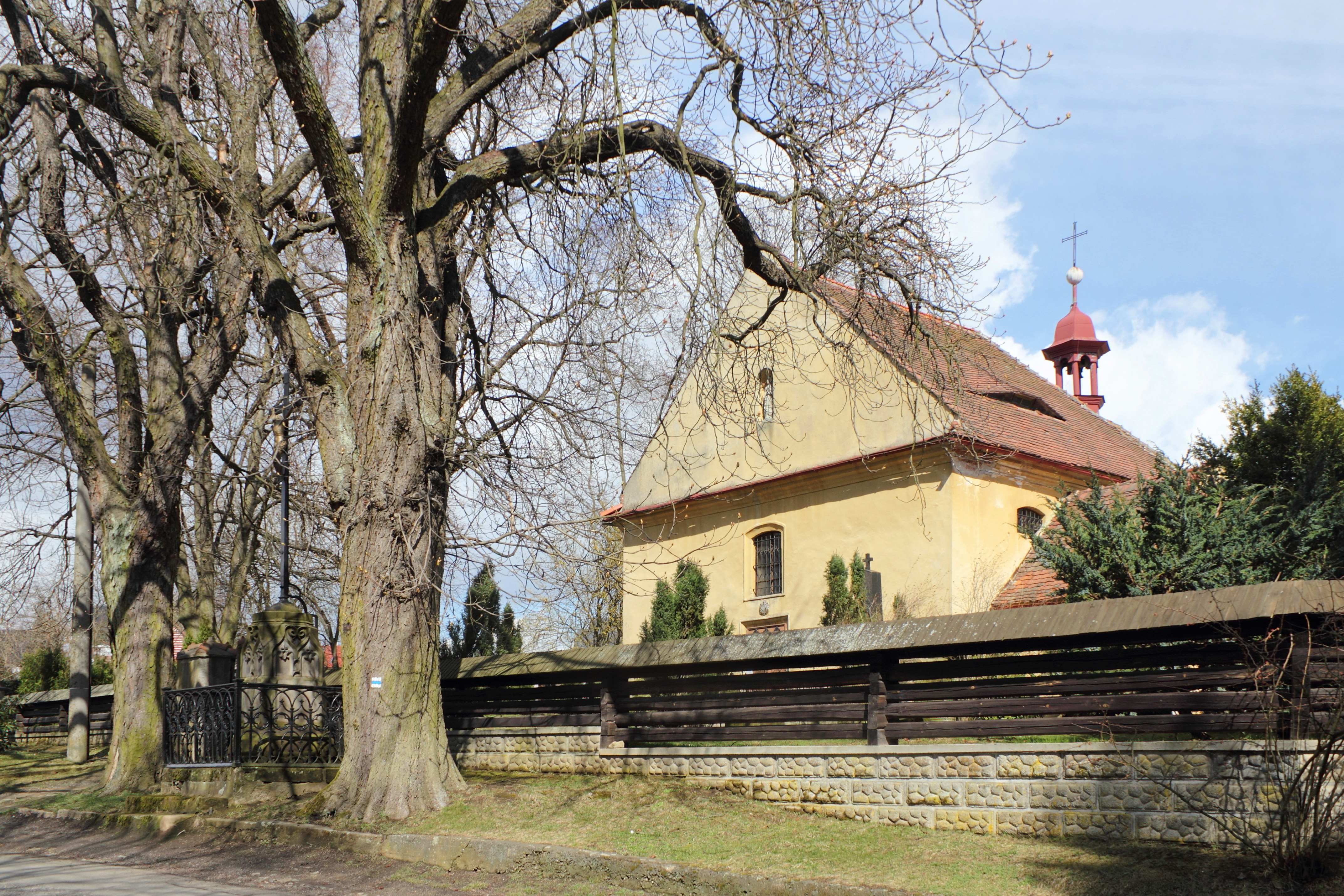
Průčelí kostela ve Vlastibořicích

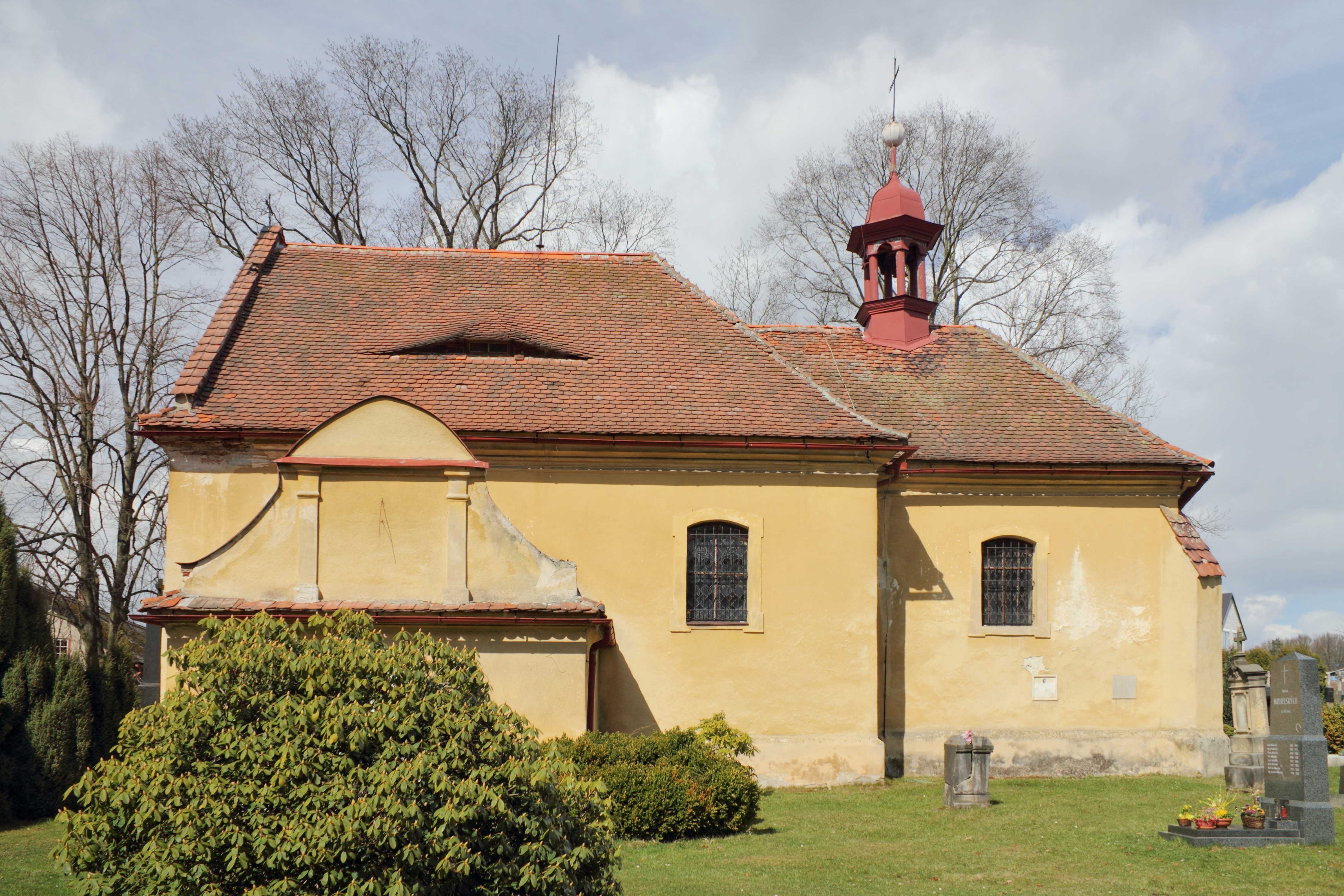
Bok kostela ve Vlastibořicích

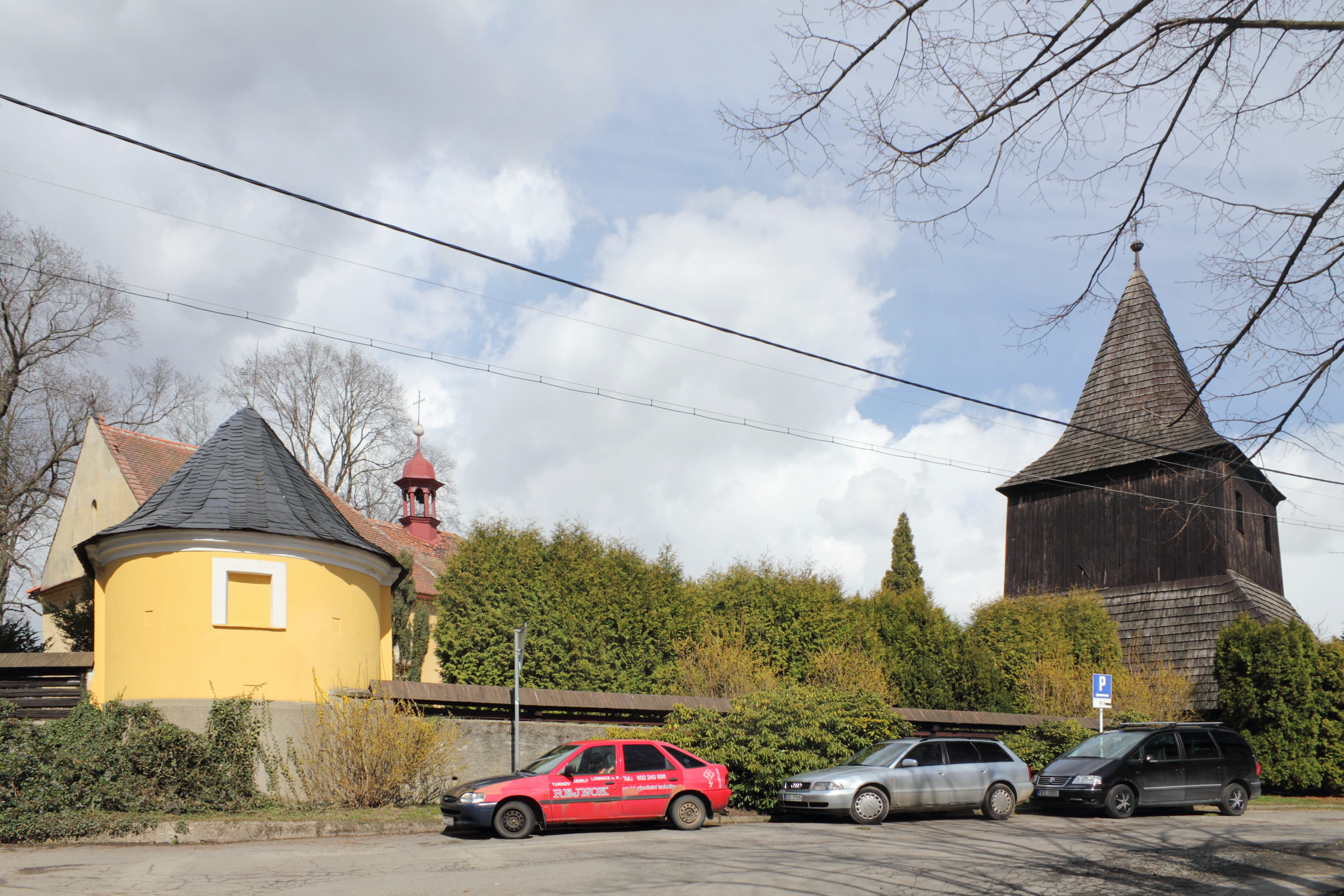
Zvonice v areálu kostela ve Vlastibořicích

O vzniku kostela sv. Kateřiny se uvažuje od 12. do 14. století, přičemž roku 1352 odvádí papežský desátek. Stavebníky tohoto kostela byli místní zemani. V kostele lze najít pozůstatky, které snad připomínají románskou stavbu: Má kamenný oltář a románský oblouk (ovšem ten byl zřejmě v 18. století zcela obnovený). Dočkal se řady stavebních úprav, asi v 16. století, kolem poloviny 18. století i v 19. století. V druhé polovině 17. a v 18. století nebyl kostel obsazen knězem (administrován byl z kostela v Loukově). V roce 1789 byla vytvořena lokálie, která byla v roce 1855 povýšena na faru.

## Architektura
Jednolodní podélná stavba s trojbokým závěrem, sakristií na severu a předsíní na jihu.
Presbytář s opěráky je v rozích sklenut křížovou klenbou s hřebínky. Loď má plochý strop. Sakristie a předsíň mají valenou klenbu s lunetami.

## Zařízení
Část vnitřního vybavení pochází z období barokní přestavby kostela v polovině 18. století. Hlavní oltář má rokokový retábl, dříve se sochami sv. Václava, sv. Prokopa, sv. Barbory a sv. Otýlie (dnes v depozitářích v Litoměřicích). Nacházejí se na něm pozoruhodné řezby z období kolem roku 1760. Nad nimi je v novém pseudorokokovém rámu obraz sv. Kateřiny od Konstantina Buška roku 1910. Dva rokokové rámové boční oltáře jsou s řezanými anděly. Kazatelna je rokoková a jsou na ní reliéfy sv. Augustina a Rozsévače (dnes ukraden) z 2. poloviny 18. století. Křížovou cestu v roce 1910 vytvořili bratři Dominik a Konstantin Bušek (dnes v Litoměřicích), v roce 2006 vytvořili studenti Gymnázia a SOPŠg Liberec nové malované obrazy cesty.
Čtyři náhrobníky umístěné druhotně za oltářem ve zdi jsou ze 16.–17. století, patří příslušníkům rodu Kyjů (von Kyaw). Jedná se o dva renesanční figurální náhrobníky muže a ženy z roku 1580 s českými nápisy a dětské (dívčí) figurální náhrobníky z roku 1616 a 1619 s německými nápisy.

## Hřbitov

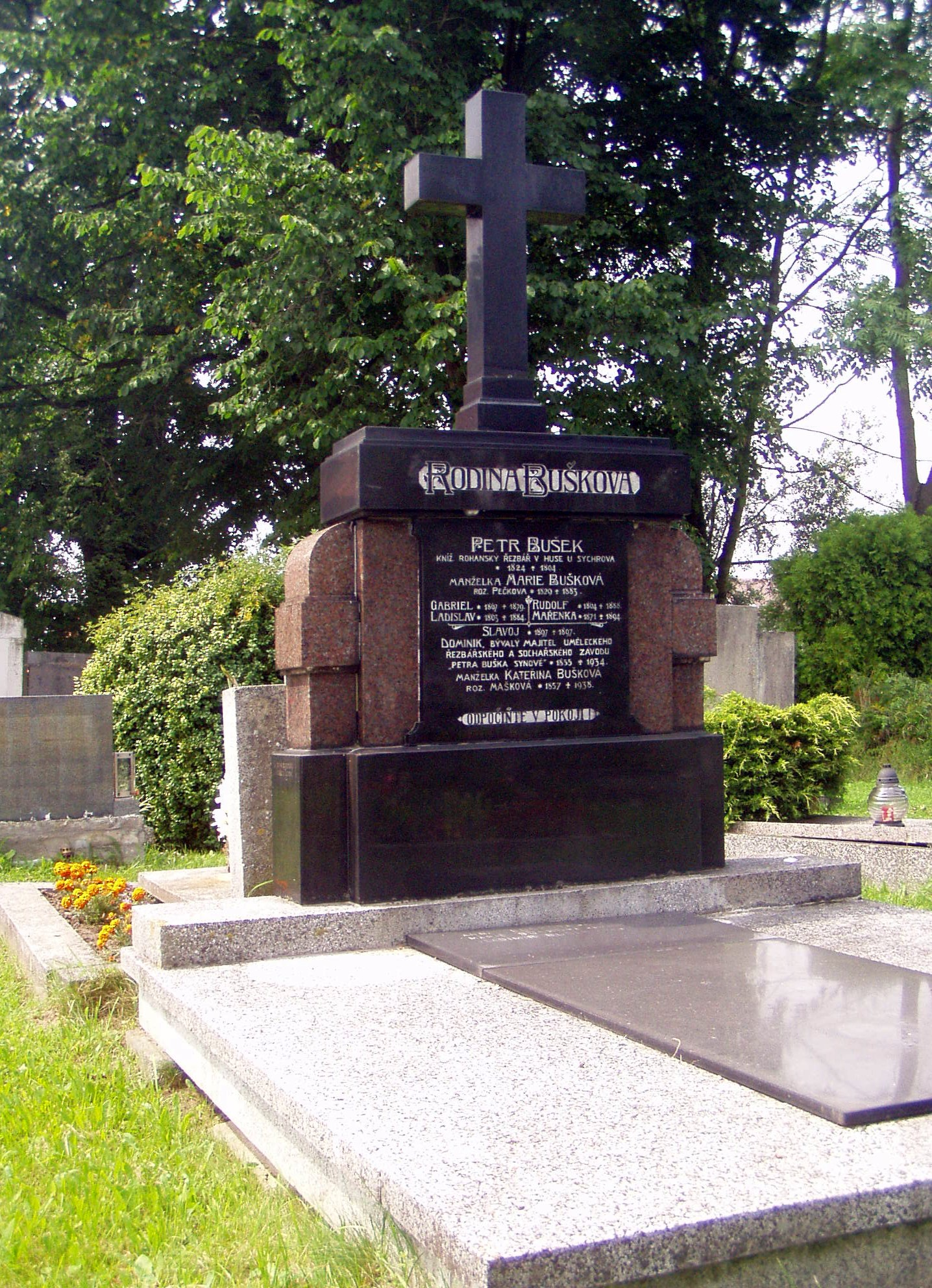
Náhrobek rodiny Bušků na hřbitově

Kolem kostela je hřbitov. Je obklopený roubenou ohradou, která je chráněna šindelovou stříškou. Místní márnice je barokní z 18. století. Je zděná a má okosené konkávní rohy.

## Zvonice
V areálu hřbitova okolo kostela se nachází také dřevěná barokní zvonice ze 17. století, která je, díky velmi mohutné konstrukci, dominantou kostelního areálu. První písemná zpráva o existenci zvonice ve Vlastibořicích pochází z roku 1632. Vzhledem k tomu, že zdejší farní kostel zřejmě nikdy neměl věž, lze předpokládat existenci obdobné stavby nejméně od 2. poloviny 15. století. Současná zvonice vznikla (snad na místě starší) je z roku 1671. Stojí v jihovýchodním koutě hřbitovní zdi. Její současný vzhled je výsledkem rekonstrukce v roce 1762. Je lidová s roubeným čtvercovým přízemkem a bedněným hranolovým patrem s jehlancovou střechou.
Ve zvonici se dochoval nejstarší ze zvonů (z druhé poloviny 15. století, nanejvýš ze začátku 16. století) s českým nápisem a reliéfem sv. Václava. Rekvírovány byly dva za první války (zejména cenný byl velký zvon sv. Kateřina od Valentina Lissiacka), v roce 1927 pořízeny nové, ty ale byly také rekvírovány za druhé války (poté již nové nepořízeny).

## Okolí kostela

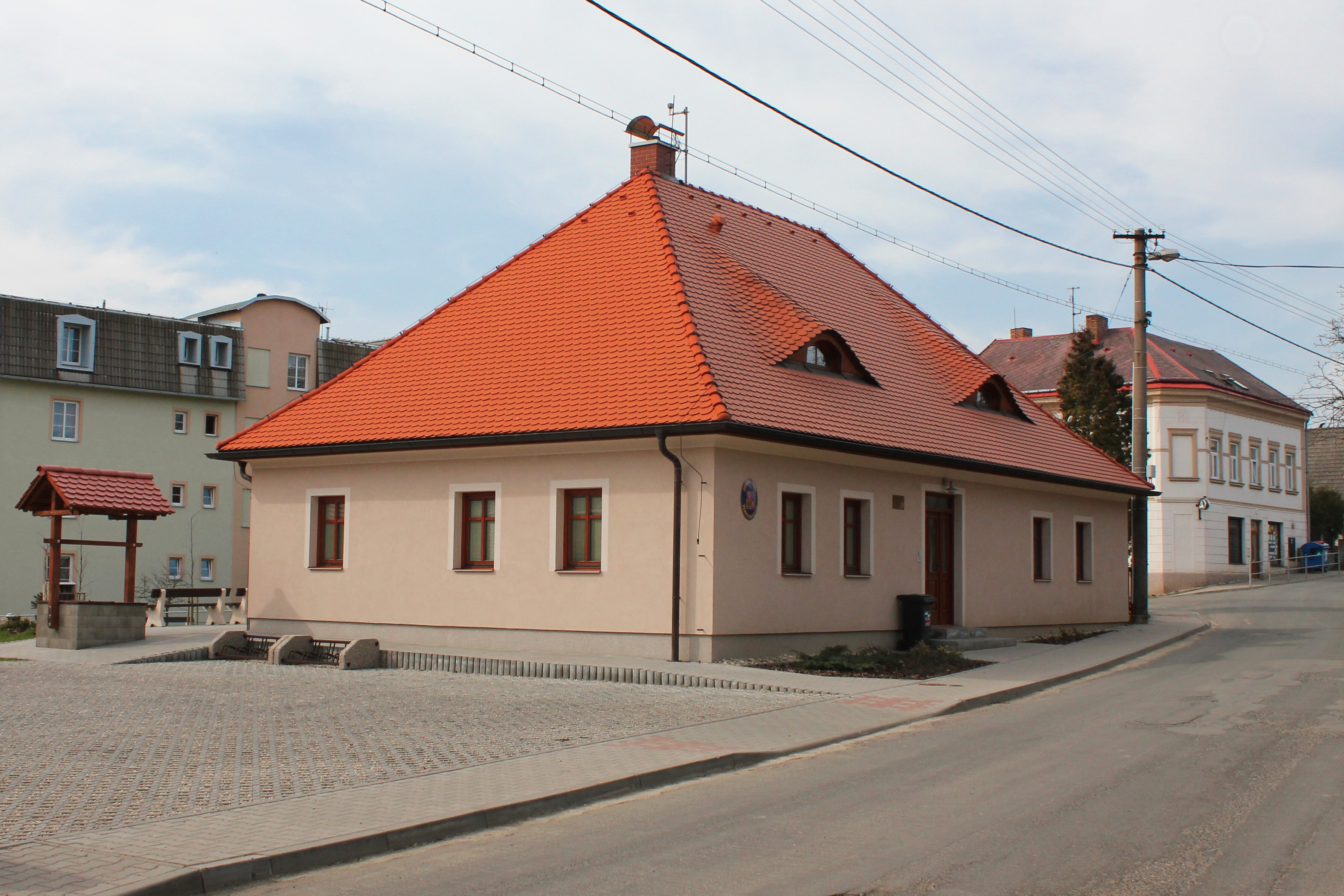
Budova obecního úřadu ve Vlastibořicích, dříve fara

Naproti kostelu stojí bývalá fara. Po rekonstrukci se stala sídlem obecního úřadu.